# Барвајлер
Барвајлер (њем. Barweiler) општина је у њемачкој савезној држави Рајна-Палатинат. Једно је од 74 општинска средишта округа Арвајлер. Према процјени из 2010. у општини је живјело 430 становника. Посједује регионалну шифру (AGS) 7131008.

## Географски и демографски подаци
Барвајлер се налази у савезној држави Рајна-Палатинат у округу Арвајлер. Општина се налази на надморској висини од 470 метара. Површина општине износи 8,5 km². У самом мјесту је, према процјени из 2010. године, живјело 430 становника. Просјечна густина становништва износи 50 становника/km².